# Gammertingen
Gammertingen (pronunciación en alemán: /ˈɡamɐtɪŋən/ⓘ) es una ciudad alemana perteneciente al distrito de Sigmaringa, en el estado federado de Baden-Wurtemberg. Junto con sus barrios Bronnen, Feldhausen, Harthausen, Kettenacker y Mariaberg tiene unos 7.000.

## Historia
Hace aproximadamente 3000 años se encontraba en el lugar de Gammertingen un asentamiento prehistórico. No solo fueron excavados restos de este asentamiento, sino también un campo de urnas con muchos hallazgos. En el siglo I fue fundado en Gammertingen un asentamiento romano incluyendo un baño.

## Antiguo palacio
El antiguo palacio del barón Speth de Zwiefalten fue construido en 1775 en el estilo neoclásico por Pierre Michel d'Ixnard en el lugar de un castillo del siglo XIII. En la actualidad alberga el ayuntamiento de Gammertingen.